# 貝爾丹火焰節
貝爾丹火焰節（英語：Beltane）是一個一年舉行一次的蓋爾族藝術節，每年四月底或者五月初在愛丁堡舉行。貝爾丹火焰節標誌著田園夏季的開始，牲口被趕進牧場。這些儀式是爲了保護牲口免受自然和超自然力量的傷害，儀式中象徵性地用到火。歷史上，愛爾蘭、蘇格蘭和曼島會慶祝該節日。在愛爾蘭根據後來的傳統，該節慶在烏斯諾克（Uisneach）舉行，該地在愛爾蘭神話中是愛爾蘭的神聖中心。